# 南方狸藻
南方狸藻（學名：Utricularia australis），又称鱼刺草，狗尾巴草，為狸藻科狸藻屬中型多年生浮水食虫植物。南方狸藻广泛分布于歐洲和亞洲熱帶及溫帶，包括東亞的中國和日本，非洲中南部及澳大利亚和紐西蘭北島。其种加词「australis」来源于拉丁文，意为「南方」，指其分布于南部地区。並也反映出该種是1810年在澳大利亞發現的事实。南方狸藻花期为6月至11月，果期7月至12月，花冠黃色，果實球形，植株在夏季強光下也會轉為紅色。叶羽片生於同一平面，冬季具有冬芽，花序軸具有鱗片。
彼得·泰勒僅在中國大陸觀察過南方狸藻結實，而世界其他地區多只開花不結果。台灣地區的原生植株存在開花與不開花的2種情形，部份种群會結實，這可能與該种群的染色體是否為非整數倍有關。

## 形态特征
南方狸藻为浮水草本植物。茎圆柱形，无毛被，并分为两种形态：第一型茎直立，直径0.5至2毫米，节间距为2至11毫米。第二型茎直立或炜纸字形，直径约0.6毫米，节间距为2至5毫米。
南方狸藻的叶片为2裂至基部，轮生，裂片先为羽状深裂，后为二至四回二岐状深裂，末回为毛发状或二回羽状全裂，羽片位于同一平面上，叶末端及叶缘具小刚毛，亦分为两种形态：第一型叶长1至2厘米。叶轴与小叶轴直或曲折。小羽片为线形，略扁，末端及齿状物上具1偶2至4成束短小刚毛。第二型叶长约1.5厘米。叶轴与小叶轴曲折。小羽片为扁线形，末端及齿状物上具2至4成束短小刚毛。无捕虫囊。
南方狸藻以第一型茎叶为主，当处于新生茎叶、侧芽及环境压力时则渐转变为第二型茎叶。
秋季或冬季，茎顶端及侧枝顶端产生冬芽。冬芽为球形或卵球形，淡紫红色，长0.5至1.5厘米，密生小刚毛。冬芽具体分为两型：第一型裂片为羽状中裂型。叶少，疏，厚，肉质，表面常具红棕色斑点。羽片宽，短，2至3枚，2至3浅裂，末端及齿状物上具1短小刚毛。第二型裂片为羽状深裂型。叶多，密，非肉质，红棕色斑点少见。叶片窄，长，3至4枚，末端及齿状物上具3至4短小刚毛。亦存在两型过渡态冬芽。冬芽先前低密度小于水，浮于水面，并与母体连接牢固。待母体凋萎后，其密度会大于水而沉入水底。待到春季，冬芽重新展开浮回水面。
南方狸藻的捕虫囊侧生于叶裂片上。捕虫囊具柄，斜卵球形，侧扁，长1至3毫米。囊口侧生，边缘疏生小刚毛，上唇具2条不分叉或分叉的刚毛状附属物。
南方狸藻的花序直立，无毛被，长2至30厘米，具3至8朵花。花朵位于花序轴上部。花序轴圆柱形，直径1至2毫米，具1至3个与苞片同形的鳞片。苞片基部着生，长2至5毫米，基部为耳状，末端为圆形或3浅裂。花梗丝状，长10至25毫米，花后展开或下弯。花萼2裂至基部，无毛被。裂片等大，卵形或卵状长圆形，长约3毫米，上唇末端圆形，下唇末端微凹。花冠长12至15毫米，无毛被，黄色；上唇为卵形至圆形，为上萼片的2至3倍，下唇远大于上唇，横椭圆形，末端为圆形或微凹，喉凸隆起呈浅囊状；距细圆锥状，末端钝形，略弯，与下唇平行或锐角开叉，远轴及近轴内表面均三生纤毛。雄蕊2枚，生于花冠筒基部，无毛被。花丝线形，弯曲，药室汇合。子房球形，无毛被。花柱与子房近等长，果期宿存，无毛被。柱头下唇为半圆形，边缘呈流苏状，上唇为正三角形。
南方狸藻的假根为丝状，长1至2厘米。生于花序轴基部上方，2至4根，总状分枝。
南方狸藻的蒴果为球形或圆锥形，直径3至4毫米，顶端具长约0.5毫米的宿存花柱。种子扁，直径0.6至0.7毫米，褐色，无毛被，边缘具6角及细小网状突起。

## 生态关系
南方狸藻生长于海拔30至2500米的湖泊及稻田中。在西澳大利亚，其生长于芦苇及白千层属植物间，并与纏繞狸藻（U. volubilis）、柔嫩狸藻（U. tenella）、美丽茅膏菜（Drosera pulchella）及南方西方茅膏菜（D. occidentalis ssp. australis）同域分布。其分布于欧洲、非洲中南部、大洋洲及亚洲的印度、伊朗、斯里兰卡、中南半岛、马来西亚、印度尼西亚、菲律宾、日本及中国南部各省。

## 相关物种
南方狸藻与黄花狸藻（U. aurea）及普通狸藻（U. vulgaris）都较为相似。南方狸藻羽片均位于同一平面，是与后两者最大的区别。南方狸藻的小羽片为齿状缘，后两者则无。此外，南方狸藻的体型也比后来者小型。
| 南方狸藻、黄花狸藻和普通狸藻之间的形态特征区别 |                |                       |            |
| 形态特征                                       | 南方狸藻       | 黄花狸藻              | 普通狸藻   |
| 羽片                                           | 均位于同一平面 | 非同一平面            | 非同一平面 |
| 小羽片齿状缘                                   | 有             | 无                    | 无         |
| 鳞片                                           | 有             | 无，极少出现长约1毫米 | 有         |
| 苞片或鳞片尺寸                                 | 约3毫米        | 约2毫米               | 约3毫米    |
| 苞片基部                                       | 耳状           | 抱茎                  | 耳状       |

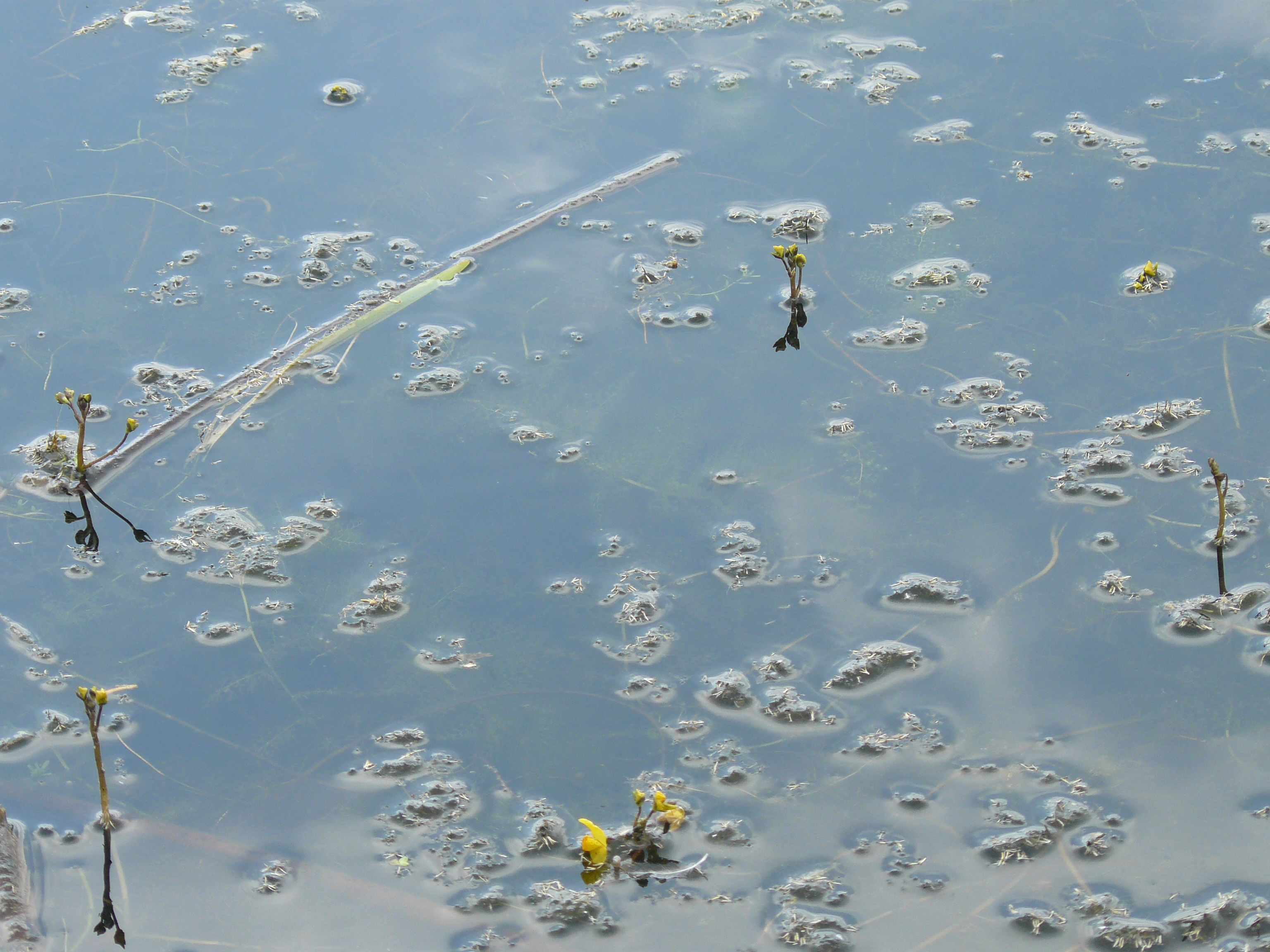
水中漂浮的南方狸藻
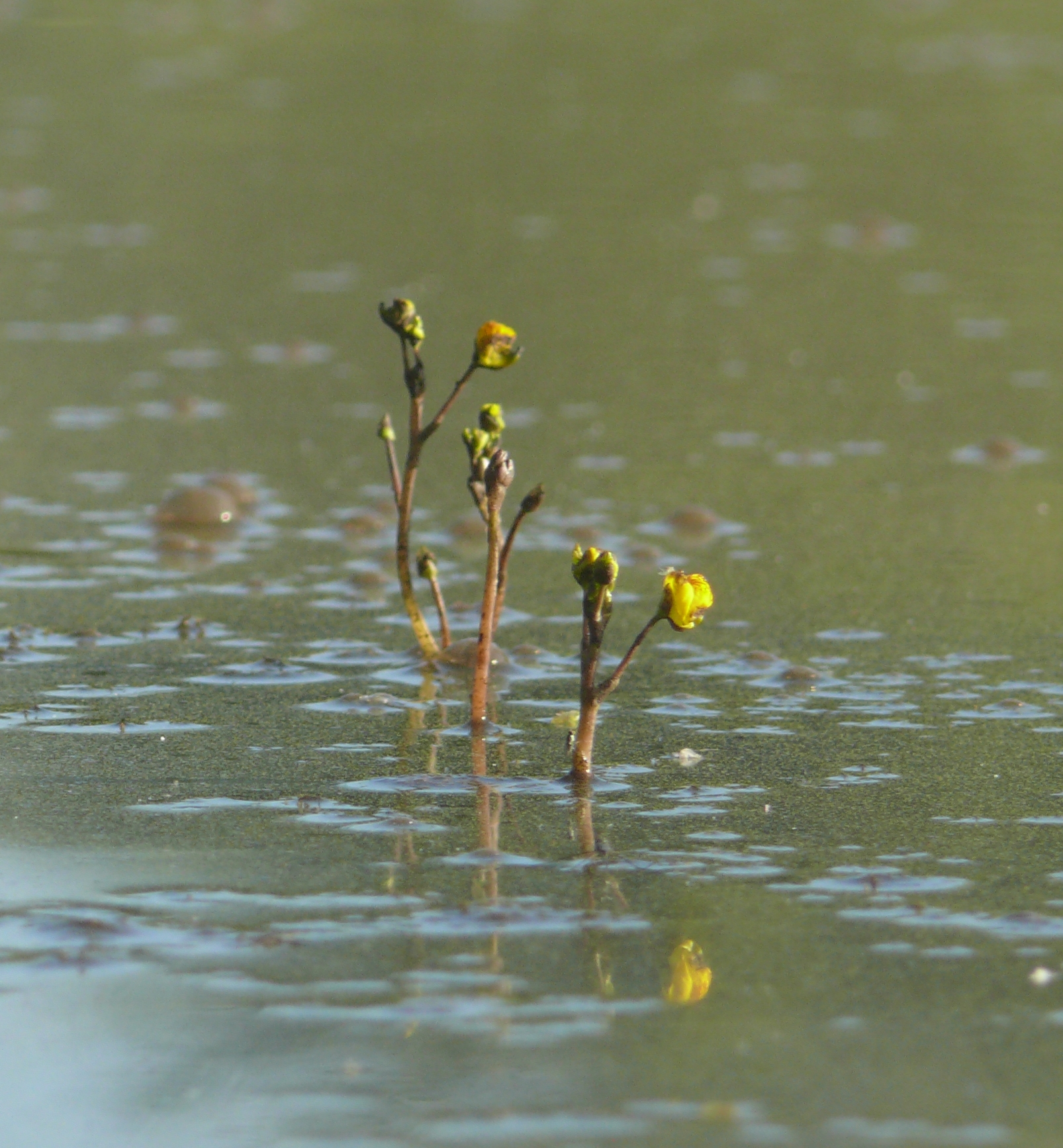
摄于德国的南方狸藻
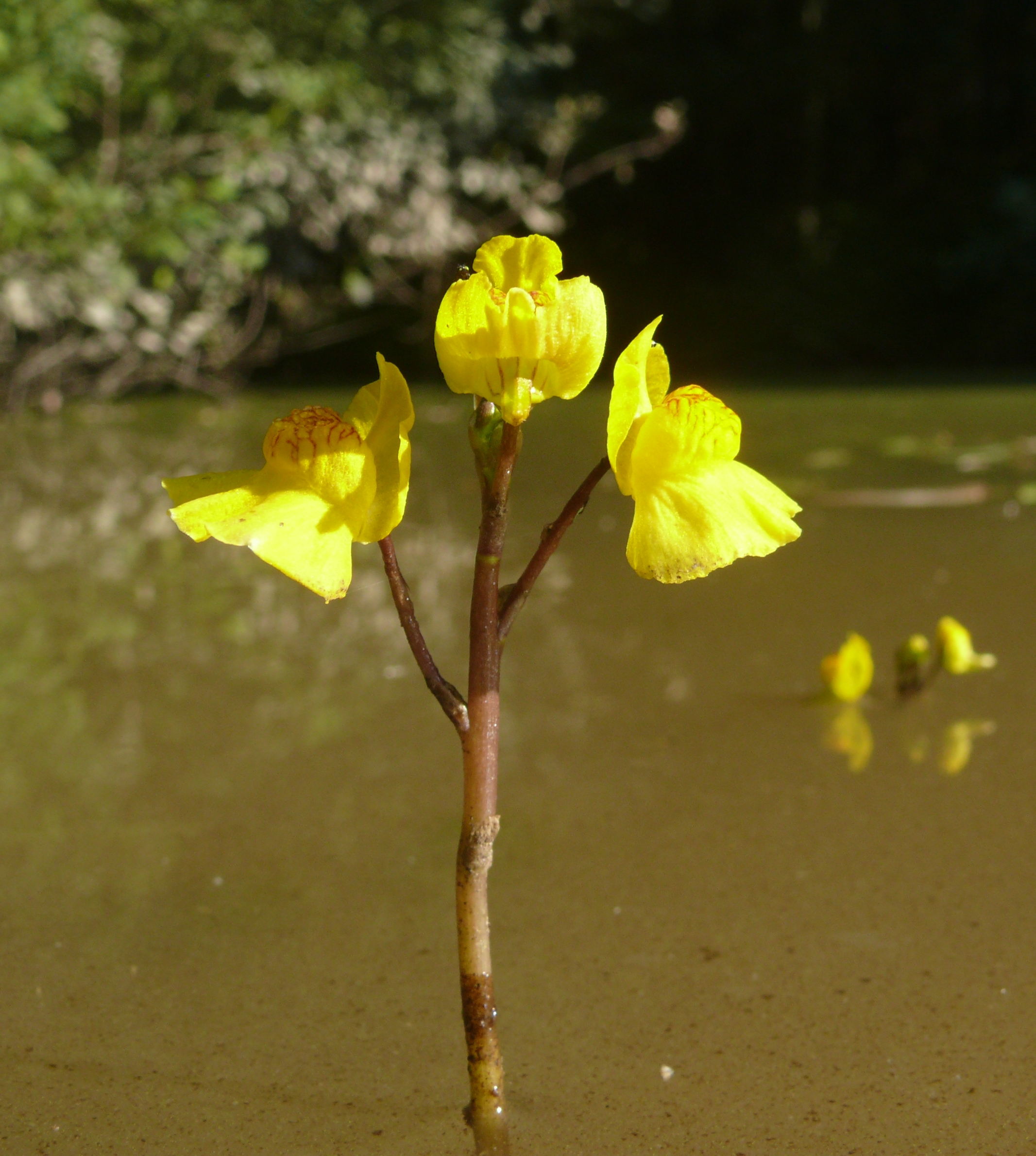
摄于德国的南方狸藻

## 外部連結
- 食虫植物照片搜寻引擎中南方狸藻的照片 （页面存档备份，存于）
- . FloraBase. 西澳政府環境保育局.

 维基共享资源上的相關多媒體資源：南方狸藻
 維基物種上的相關：南方狸藻